# Josef Kleesattel
Josef Kleesattel (Keulen, 1 maart 1852 – Düsseldorf , 29 maart 1926) was een Duitse architect.
Na zijn studie werkte Kleesattel in Wenen, Stuttgart, en van 1874-1878 bij het architectenbureau van Julius Carl Raschdorff te Keulen (onder andere bekend van de dom van Berlijn). In 1878 verhuisde hij naar Berlijn voor een functie bij de Technische Hogeschool Charlottenburg. Kleesattel doceerde van 1883 tot 1902 als docent Architectuur aan de School voor de Toegepaste Kunsten in Düsseldorf. Daarna werkte hij als zelfstandig architect.
Naast de vele kerkgebouwen ontwierp Kleesattel inrichtingen, voorwerpen, architectonische decoraties en monumenten. Met name in het Rijngebied was hij een gewaardeerd architect. Omstreeks het jaar 1900 raakte de term "Kleesattel-kerken" in zwang. Daaronder verstond men de veelal neoromaanse kerken, niet zelden voorzien van twee torens. Tot 1910 werden er 40 door hem ontworpen gebouwd.   

## Werk
- Woonhuis voor Hugo Lenzberg in Düsseldorf, Inselstraße 16 (1891–1897)
- Katholieke parochiekerk Sint-Rochus, Düsseldorf-Pempelfort (1894–1897)
- Katholieke parochiekerk Sint Jozef, Viersen (1889–1891)
- Katholieke parochiekerk Sint-Johannes Baptist, Krefeld (1892–1894)
- Katholieke parochiekerk Sint-Johannes Baptist, Anrath ( -1898)
- Katholieke parochiekerk Sint Jozef, Koblenz (1894–1898)
- Kapel van Hauses d’Ester (de zogenaamde Marienburg), Vallendar (1897)
- Katholieke parochiekerk Sint-Clemens, Süchteln, orgelgalerij (1898)
- Oorlogsmonument 1870-1871 (gotische fialen met reliëfs van keizer Wilhelm I en Frederik III), Viersen (1889)
- De ver- en nieuwbouw van Kasteel Rimburg, Übach-Palenberg (1899–1900)
- Katholieke parochiekerk Sint Mattheus, Thalfang (Hunsrück) (1900)
- Katholieke parochiekerk Sint-Aldegondis, Koblenz-Arzheim (1900–1901)
- Het Wapen van Bismarck aan de  Bismarcktoren, Viersen (1901)
- Katholieke parochiekerk Sint-Catharina, Willich (  -1901)
- Hotel "Römischer Kaiser", Düsseldorf-Stadtmitte, Stresemannstraße 26 (1903–1904; tegenwoordig diverse andere bestemmingen)
- Katholieke parochiekerk Sint-Jozef, Heinsberg-Laffeld (1903–1904)
- Katholieke parochiekerk Sint-Jozef, Mönchengladbach-Rheydt, (1903–1905)
- Katholieke parochiekerk Sintt-Remigius, St. Wendel-Bliesen (1903–1904)
- Grote Synagoge, Düsseldorf (1903–1904, verwoest 1938)
- Synagoge, Mülheim an der Ruhr (1905–1907) (verwoest)
- Katholieke parochiekerk Sint-Jozef, Düsseldorf-Rath (1905–1909)
- Katholieke parochiekerk Heilig Hart, Düsseldorf-Derendorf (1905-1907)
- Katholieke parochiekerk Maria Immaculata, Wuppertal-Vohwinkel (1906–1907)
- Kunstenaarshuis Sittarder Straße 5, Düsseldorf-Pempelfort (1907–1908)
- Katholieke parochiekerk Heilig hart, Aken (1908–1910)
- Katholieke parochiekerk Sint-Elisabeth, Düsseldorf (1909–1910)
- Katholieke parochiekerk Sint-Antonius, Düsseldorf-Oberkassel (1909–1910)
- Katholieke parochiekerk Sint-Ursulakerk, Bedburg-Lipp (noordelijk zijschip en sacristie (1910))
- Katholieke parochiekerk Sint-Blasius, Düsseldorf-Hamm (1910–1911)
- Katholieke parochiekerk Sint-Paulus, Düsseldorf-Düsseltal (1910–1913)
- Katholieke parochiekerk Heilige Geest, Düsseldorf-Pempelfort (1911)
- Katholieke parochiekerk Sint-Hubertus, Essen-Bergerhausen (1912–1914)
- Wooncomplex "Eulerhof", Düsseldorf-Flingern (1925–1926, samen met Walter en Hermann vom Endt)
- Woonhuis Rotterdamer Straße 65, Düsseldorf-Golzheim (1926)

- Gemeinsame Normdatei: 128605197
- International Standard Name Identifier: 0000 0000 2045 6823
- Virtual International Authority File: 15827034
- WorldCat: E39PBJf4gV7mRDXW6ypB8VbDbd